# سوتومالای
سوتومالای (به لاتین: Suthumalai) یک منطقهٔ مسکونی در سری‌لانکا است که در ناحیه جفنا واقع شده‌است.